# Dear Emily and Richard
Dear Emily and Richard es el 56.º episodio de la serie de televisión norteamericana Gilmore Girls.

## Resumen del episodio
Dean y Jess tienen un nuevo enfrentamiento verbal; mientras Lorelai y Rory empiezan a preparar sus planes para el viaje de mochileras por Europa, Emily y Richard se ríen de ellas cuando escuchan que se quedarán en posadas e irán con sus mochilas a la espalda. Sherry le envía a Rory una invitación especial para su cesárea, aunque su parto se adelanta, y una de las amigas de Sherry llama a Rory para que la acompañe pues las otras están trabajando y Christopher aún no llega. Rory debe abandonar una discusión con Paris sobre la foto de la promoción y va al hospital. Rory está un poco preocupada y llama a su madre, que se encontraba cenando con Emily. Así, Lorelai y Rory acompañan a Sherry hasta que llega Christopher. Sherry da a luz una niña, y Lorelai se siente entre feliz y triste por Christopher. Por otro lado, Luke y Nicole tienen su primera cita; al regresan a Luke's, él y Jess discuten pues Jess quería irse para darle a su tío la noche para él y Nicole. Paralelamente al episodio, se muestra las memorias de Lorelai cuando tenía 16 años y quedó embarazada de Christopher. Los padres de ambos acordaron casarlos y que vivan con los Gilmore, además Christopher trabajaría para Richard; aunque luego de dar a luz a Rory, Lorelai se va de su casa.

## Curiosidades
- Richard, a diferencia del episodio Kill me now, cree que el viaje de mochileras es ridículo.
- La actriz que hace de Lorelai joven es de ojos marrones —solo en la escena del vestido— y menor estatura. A los 16 años las chicas ya no crecen mucho, a diferencia de los varones.
- Sherry aparece con el cabello color rubio cenizo, a diferencia de capítulos anteriores en donde su cabello es castaño -el último fue para su baby shower en Take the deviled eggs...- lo curioso es que las mujeres embarazadas no pueden tinturarse el cabello.

- Datos: Q11681025